# Żuwakowate
Żuwakowate (Stromateidae) – rodzina morskich ryb okoniokształtnych (Perciformes). Niektóre gatunki, m.in. żuwak fiatola (Stromateus fiatola), są poławiane gospodarczo dla białego i smacznego mięsa.

## Zasięg występowania
Wzdłuż wybrzeży Ameryki Północnej, Południowej i zachodniej Afryki oraz Ocean Spokojny i Ocean Indyjski.

## Cechy charakterystyczne
Ciało o różnym kształcie, zwykle bardzo wysokie, niekiedy bocznie spłaszczone. Długa płetwa grzbietowa z wyodrębnioną częścią, w której jest kilka promieni twardych. Płetwa ogonowa głęboko wcięta. W płetwie odbytowej zazwyczaj 2–6 kolców i 30–50 promieni miękkich. U dorosłych osobników brak płetw brzusznych.

## Klasyfikacja
Rodzaje zaliczane do tej rodziny:
Pampus – Peprilus – Stromateus